# Трамвай Пулы
Трамвай Пулы (хорв. Tramvajski promet u Puli) — трамвайная система в городе Пула, функционировавшая в начале 20 века.

## История

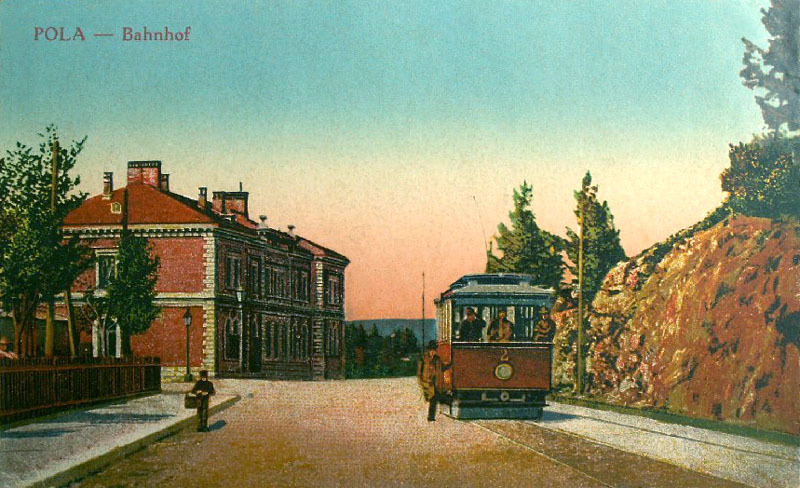
Остановка трамвая на открытке

Трамвай в австрийском городе Пула был пущен 14 марта 1904 года. Имелось две линии. Первая шла от железнодорожной станции до цементного завода, где находилось депо, через побережье. Вторая линия шла от казино «Marina» через вокзал в центр города. Позже была построена третья линия, которая проходила от городской арены до леса сиана.
После Первой мировой войны необходимость в трамвае отпала, но трамвай продолжил работать. Также предлагалось построить в городе автобус. 16 июня 1934 года трамвайная линия была закрыта. Трамваи были переданы автобусной кампании «Gattoni».